# Гладун Дарина Валеріївна
Дарина Валеріївна Гладун (13 березня 1993 року, Хмельницький) — українська письменниця, мисткиня, дослідниця, перекладачка.

## Життєпис
Народилась у м. Хмельницькому. У 15 років переїхала до Києва. Вищу освіту за спеціальністю Літературна творчість, українська мова та література здобула в Інституті філології Київського національного університету ім. Т. Шевченка. Захистила магістерську роботу з теми «Сучасний поетичний перформанс». У 2017 році вступила в аспірантуру Інституту літератури імені Тараса Шевченка Національної академії наук України. Тема дослідження: «Поетичний перформанс в Україні в інтермедіальному дискурсі». Одна з перших дослідниць феномену поетичного перформансу в Україні.
З 2014 року працює у царині менеджменту культурних подій. Була кураторкою дитячої літературної програми ГОГОЛЬFEST (2015), кураторкою літературної програми PinchukArtCentre (2018, 2019), кураторкою лабораторії перформансу у рамках Семінару творчої молоді (2017-2019).
2017 року стала учасницею проєкту «Долаючи тишу» разом з Лесиком Панасюком, Богданом-Олегом Горобчуком, Еллою Євтушенко, Тарасом Малковичем. «Долаючи тишу» — цикл із 5 відеопоезій, де піднімається тема людей з вадами слуху. Проєкт має некомерційний характер і реалізується за підтримки Міністерства культури України й Благодійного фонду «Смолоскип». Партнером проєкту виступив мобільний оператор lifecell, який вже кілька років поспіль реалізує проєкт з підтримки людей з вадами слуху. Проєкт переміг у Третьому національному конкурсі «СУК/CUC(Сучасне українське кіно)» у рамках фестивалю ГОГОЛЬFEST та отримав «Золотий СУК» у номінації «Найкращий сучасний український відеоарт». Навесні 2018 року проєкт було презентовано у Франції (Париж, Ліон).
2017 році разом із Лесиком Панасюком започаткувала освітній мистецький проєкт «Поезія. Переклад. Перформанс». У рамках проєкту відбулася низка поетичних презентацій, перформансів, лекцій. 
2017 року стала учасницею та менеджеркою мистецького об'єднання No IDea Project (продюсерка: Анна Люднова; учасниці: Олена Бодасюк, Дарина Гладун, Анна Люднова, Наталія Мандрицька, Антон Стук). No IDentity Project створює цикл із 3 перформансів у 2018 році («Конвеєр-І. Руїна» [Off-Stage Theatre Festival Osten-Saken, Немішаєве], «Конвеєр-ІІ. Невроз» [BookForum, Львів], «Конвеєр-ІІІ. Голод» [Арт-Братислава, Київ]), після чого з проєкту йде Антон Стук. У 2019 році, у зв'язку з оновленим складом та зміненими векторами діяльності, проєкт перейменовано в IDentity Project. Наразі він за допомогою різних медіа досліджує українську ідентичність. 2019 року оновлений проєкт у межах фестивалю «Книжковий арсенал» представив 4 авторські зіни «Логографічна поезія» та колективно створений текстильний об'єкт «Логографічна поезія. Зін».
2018 року брала участь в українсько-італійському проєкті INCLUS+ (Палермо, о. Сицилія, Італія), у рамках якого провела низку перформансів, соціальний експеримент та взяла участь у зйомках соціального ролика.

## Творчість
Авторка публікацій у журналах та альманахах «ШО», «Литерратура», TextOnly, Homo Legens, «Дніпро», «Сві-й-танок», «Сполучник», «Каштановий дім», «Склянка часу» тощо.
Окремі твори перекладені англійською, мовою бенгалі, білоруською, грузинською, івритом, польською, російською та французькою мовами.

### Офіційний сайт
https://www.gladunpanasiuk.com/

## Відзнаки
— І премія на Всеукраїнському конкурсі Університету ім. Б.Грінченка «З янголом на плечі-2010» (за новелу «Мандарини» [Архівовано 2 квітня 2015 у Wayback Machine.]);
— І премія на поетичному конкурсі Артфестивалю «Kyiv Art Spring-2013»;
— приз глядацьких симпатій на конкурсі поезій КНУ ім. Т.Шевченка «Жива троянда-2013»;
— диплом на Конкурсі поезії ім. Леоніда Кисельова (2013);
— III премія Всеукраїнського конкурсу «Коронація слова-2014» у номінації «Пісенна лірика» (за поезію «+29»);
— диплом конкурсу «Мі-мі-мі збірка» від Видавництва Старого Лева (за оповідання «Пінгвін»);
— І премія на конкурсі «Kyiv Art Autmn-2014»;
— І премія на конкурсі «Віршована мелодія-2014»;
— І премія II Міжнародного поетичного конкурсу «Чатує в століттях Чернеча гора» [Архівовано 2 квітня 2015 у Wayback Machine.] (за поезію «Ще…»);
— Лауреатка Міжнародної українсько-німецької премії імені Олеся Гончара (поезія, 2015); 
— Лауреатка конкурсу видавництва «Смолоскип» (поезія, IV премія (2014), III премія (2015), II премія (2016);
— Володарка спецвідзнаки від університету «Україна» на Міжнародному конкурсі «Коронація слава-2015» (за роман «І глухота впаде…»);
— II премія Міжнародного конкурсу «Коронація слова-2016» у номінації «Пісенна лірика» (за поезію «ЗахисТи»).
- Лавреатка премії The Billy Maich Prize (премія Біллі Майча) від Університету Нотр-Дам у штаті Індіана, США (2025)[9].

### Поезія
- Рубати дерево (2017, Київ, Смолоскип)
- Документація тіла (поетичний зін, спільно з Лесиком Панасюком) (2018, Буча-Київ-Львів).
- Логографічна поезія (поетичний зін) (2019, Буча).
- ІЗ ТІНІ КРАСИВИХ ЧЕРВОНИХ ХЛОПЧИКІВ (2020, Київ, Парадигма)
- Радіо «Війна» / Radio «Wojna» (білінгвальна книжка українською з польським перекладом Януша Радванського) (2022, Катовіце, Wydawnictwo Biblioteki Śląskiej)
- Radio „Rat“ (чорногорський переклад Анджели Радованович) (2023, Подгориця, Fokalizator)
- Kriget börjar inte imorgon (шведський переклад Мікаеля Нюдаля) (2023, Мальме, Ariel förlag)
- Портрет сонця в бомбосховищі / Portret słońca w schronie przeciwbombowym (спільно з Лесиком Панасюком; білінгвальна книжка українською з польським перекладом Анети Камінської) (2023, Катовиці, Ars Cameralis)

### Поетичні антології
- Чатує в століттях Чернеча гора (2014, Канів, Склянка Часу / Zeitglas)
- Мова неба / ენა ზეციური (2016, Тбілісі, Видавництво ТДУ ім. І. Джавахішвілі)
- Альманах 2013—2017 Міжнародної німецько-української літературної премії імені Олеся Гончара (2017, Київ, Нова Січ)
- Українська надія. Антологія поезії / Ukraińska Nadzieja. Antologia poezji (2017, Варшава, видавництво FORMA)
- Антологія молодої української поезії III тисячоліття (2018, Київ, А-ба-ба-га-ла-ма-га)
- Ukraine In the work of international poets (2022, Лондон, Literary Waves Publishing)
- قصائد ولوحات أوكرانية من خطوط النار (Каїр, Єгипет, 2022)
- Säe den Weizen, Ukraine (2022, Берлін, KLAK Verlag)
- Sunflowers: Ukrainian Poetry on War, Resistance, Hope and Peace (2022, США, River Paw Press)
- Under Ukrainas öppna himmel (2022, Ліндеред, Ariel förlag)
- Ukrajina 2022: pjesnički ljetopis rata (2023, Загреб, Hrvatski P.E.N. centar)
- Razboiul mi-a luat tot (2023, Кишинів, Editura Prut)
- Поміж сирен. Нові вірші війни (2023, Харків, Віват)

### Прозові антології
- Друзі незрадливі (2014, Львів, Видавництво Старого Лева)
- Он и Она. Истории любви / Він і Вона. Історії кохання (2016, Харків, Клуб сімейного дозвілля)
- Short and very short stories (2018, Київ, Ефект книги)
- Це теж зробила вона (2018, Київ, Видавництво)

### Переклади
- Вальжина Морт «Епідемія троянд» (поезія; спільний переклад з англійської та білоруської: Лесик Панасюк і Дарина Гладун) (Київ, 2019)
- БумБамЛіт. Анталогія беларускай паэтычнай рэвалюцыі / БумБамЛіт. Антологія білоруської поетичної революції (поезія, есеї, спогади і щоденникові нотатки; білоруською та українською, переклад із білоруської: Ігор Астапенко, Ярослав Гадзінський, Дарина Гладун, Яніна Дияк, Віктор Іщенко, Дмитро Лазуткін, В'ячеслав Левицький, Лесик Панасюк, Богуслав Поляк, Сергій Рубнікович, Ірина Сажинська, Юлія Стахівська, Олексій Шендрик, Павло Щириця) (Київ, 2020)
- Ілля Камінський «Глуха республіка» (поезія; спільний переклад з англійської: Лесик Панасюк і Дарина Гладун) (Київ, 2025)

### Наукові статті
- Науковий вісник Чернівецького університету; Стильовий синкретизм в українській літературі кінця ХІХ — поч XX століть. Галерея мініатюр Ольги Кобилянської (2014, Чернівці, ЧНУ)
- Теорія літератури: концепції, інтерпретації; Український театр у Києві на початку 20-их років XX ст. (2014, Київ, Логос)
- Літературознавчі студії. Випуск 43, частина 1; Український театр у Києві на початку 20-их років XX ст. (2015, Київ, ВПЦ «Київський університет»)
- Художні феномени в історії світової літератури: перехід мови в письменництво («Постколоніальні стратегії»); Нонконформізм у літературній спадщині Федора Тетянича (2018, Харків, ХНУ ім. В. Н. Каразіна)
- Національна ідентичність в мові і культурі; Тілесність у літературному перформансі «Метод Абрамовіч для скарбів» (2019, Київ, НАУ — Aix-Marseille Universite)
- Дослідження різних напрямів розвитку філологічних наук; Сучасний літературний перформанс і текст. «Безкінечна подорож, або Енеїда»: особливості комп'ютеропису (2019, Одеса)
- Актуальні проблеми розвитку природничих та гуманітарних наук; «Безкінечна подорож, або Енеїда»: літературний перформанс, вистава чи мультимедійний колаж? (2019, Луцьк, СНУ ім. Лесі Українки)
- Філологія та лінгвістика у сучасному світі; Особливості поетичного перформансу на Семінарі творчої молоді (2015–2020) (2020, Запоріжжя, КПУ)
- «Citius, Altius, Fortius!»: феномен спорту в літературі та культурі; Поетичний слем в Україні: між спортивними змаганнями й перформансом (2020, Бердянськ, БДПУ)
- Філологічні трактати. Том 12, №1; Перфоманс і текст (на основі матеріалів з онлайн-архіву «Мистецтво Одеси 1980-х» (2020, Суми-Харків, СДУ-ХНУ ім. В. Н. Каразіна)
- Закарпатські філологічні студії. Випуск 14, том 2; Поетичний перформанс і поетичні читання: точки дотику (2020, Ужгород, ДВНЗ «Ужгородський національний університет»)
- Актуальні питання гуманітарних наук. Випуск 31, том 1; Особливості тексту поетичного перформансу (на матеріалі авторизованого комп'ютеропису поетичного перформансу мистецького об'єднання «Aether: медіаколаборація в реальному часі») (2020, Дрогобич, ДДПУ ім. Івана Франка)